# Ferdinand von Hamelberg

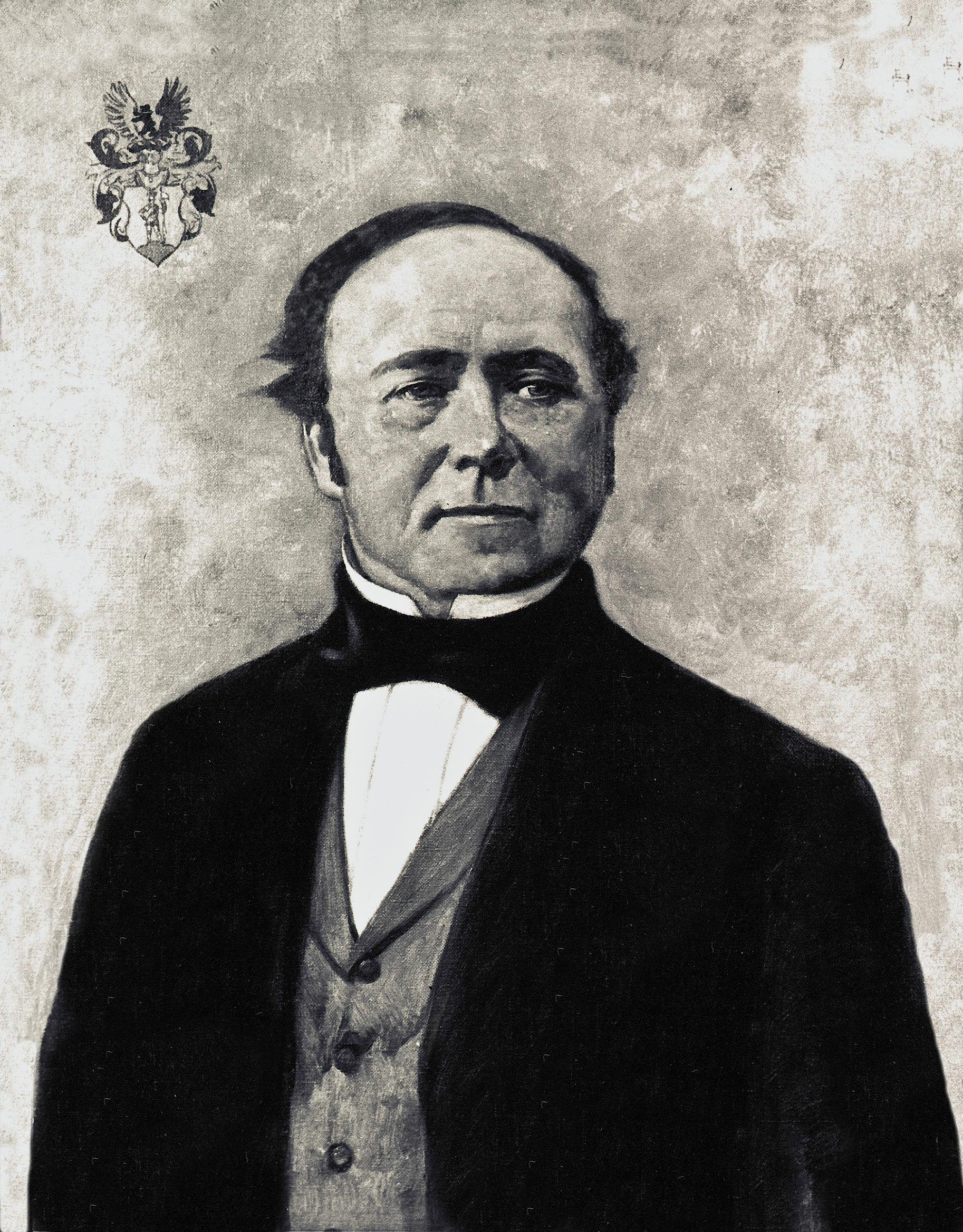
Ferdinand von Hamelberg

Georg Heinrich Ferdinand Sigismund von Hamelberg (* 3. August 1798 in Minden; † 1. März 1870 in Bocholt) war Oberst der spanischen Armee, ein deutscher Hauptverwaltungsbeamter in der preußischen Provinz Westfalen und Politiker.

## Leben
Von Hamelberg wurde als Sohn der Eheleute Johann Ernst von Hamelberg und seiner Frau Melosine Sophie von der Lüde geboren und wuchs auf Haus Heidefeld in Spork (Amt Liedern bei Bocholt) auf.
Nach dem Besuch des Lyzeums Celle meldete er sich 1813 als Freiwilliger im Korps des Grafen Ludwig von Wallmoden und war von 1821 bis 1823 Leutnant im 7. preußischen Ulanen-Regiment. Mit Erlaubnis Friedrich Wilhelms III. wechselte er eines besseren Fortkommens wegen in den spanischen Militärdienst. Da sich nach dem Tod König Ferdinands VII. 1834 alle Ausländer naturalisieren lassen sollten, nahm Ferdinand Freiherr von Hamelberg im Rang eines Obersten seinen Abschied.

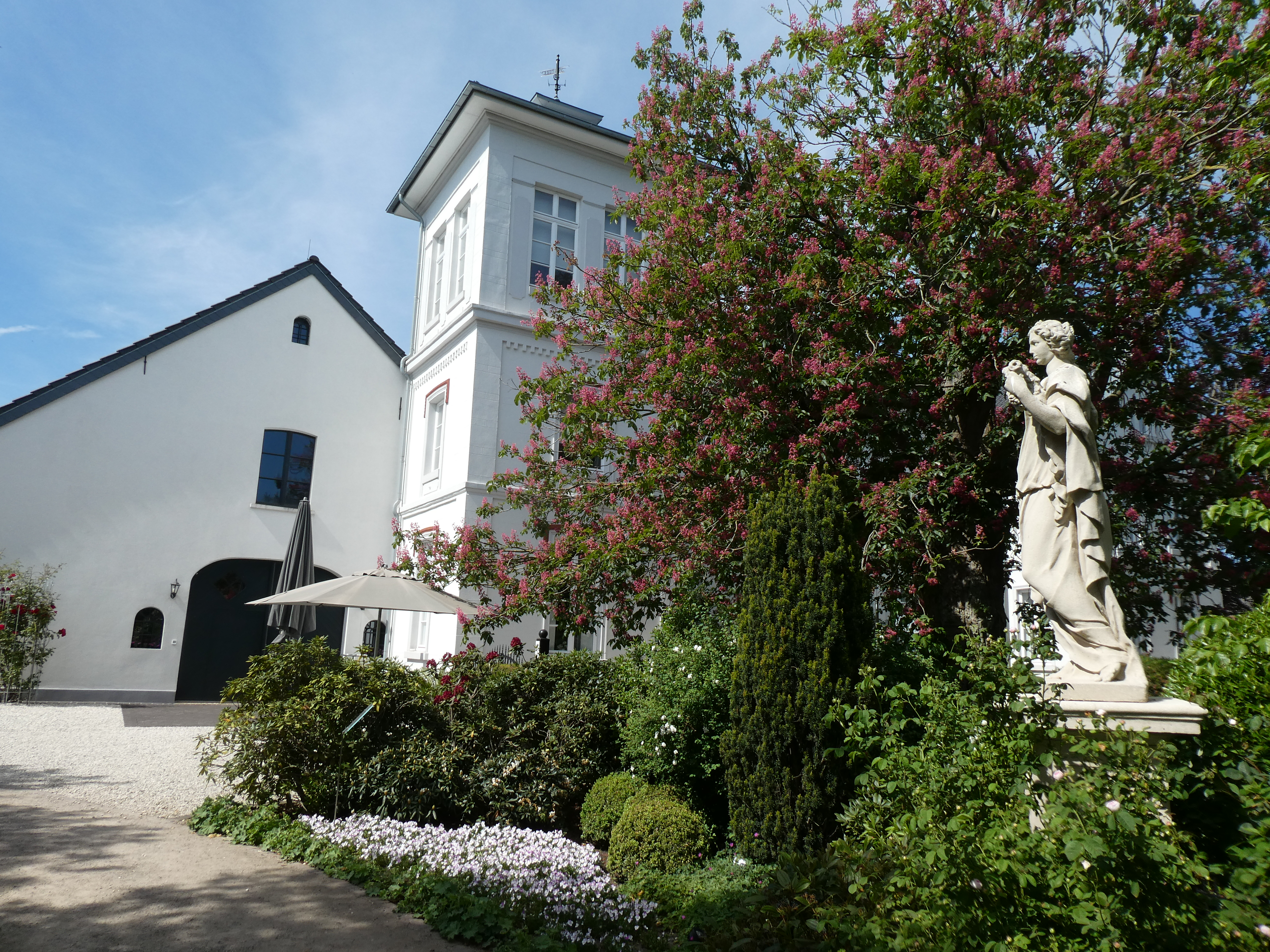
Gut Heidefeld in Spork

Von 1835 an kümmerte er sich um den 1811 bis 1813 errichteten Gutsbesitz Haus Heidefeld in Spork bei Bocholt, den er 1834 von seinem kinderlos verstorbenen Onkel, dem Obristleutnant und Landwirt Friedrich Wilhelm von Hamelberg (1749–1834), geerbt hatte. Im öffentlichen Leben des Kreises Borken engagierte er sich ab 1836 in dessen Kreistag. Am 5. März 1845 wurde er in den persönlichen Freiherrnstand erhoben. Am 28. Februar 1848 wählten ihn 6 von 14 Stimmen des Kreistags unter Protest mehrerer Kreistagsmitglieder zum ersten Kandidaten für das Amt des Landrats. Am 8. Juni 1848 folgte die Ernennung durch den preußischen König Friedrich Wilhelm IV. Wegen der beträchtlichen Entfernung seines Sporker Wohnsitzes bemühte sich Hamelberg darum, die Kreisverwaltung vom Mollschen Haus in der Brinkstraße in Borken nach Bocholt zu verlegen. Gegen den Widerstand der Stadt Borken wurde ihm dies 1856 für die Dauer seiner Amtszeit mit der Auflage genehmigt, weiterhin die Kreisstände in Borken einzuberufen und dort alle 14 Tage einen Sprechtag zu halten. Besonders widmete er sich dem Bau von Chausseen. In seiner Amtszeit (1848–1870) wurden die Strecken von Werth Richtung Coesfeld über Bocholt, Borken und Velen (heute Bundesstraße 67), von Gemen über Weseke Richtung Ahaus und von Holtwick Richtung Niederlande fertiggestellt.
Von Hamelberg war seit dem 22. Dezember 1816 mit Freiin Philippine de Cocq van (von) Haeften (1794–1881) verheiratet. Aus der Ehe ging der Sohn Friedrich Wilhelm (1821–1884, kinderlos) hervor, welcher sich am 31. Juli 1867 mit Bertha Freiin von Podewils verheiratet hatte.

## Orden und Ehrungen
- Roter Adlerorden III. Klasse
- Päpstlicher Orden vom Goldenen Sporn
- Französischer Lilienorden
- Ritterkreuz des Ordens vom Niederländischen Löwen